# Processing and Application of Ceramics
Processing and Application of Ceramics је интернационални научни часопис у отвореном приступу који објављује радове везане за науку и технологију керамичких материјала.

## О часопису
Часопис Processing and Application of Ceramics објављује експерименталне и теоријске радове који за тему имају процесирање, примену и структурну и функционалну карактеризацију керамичких материјала. Објављени радови покривају различите области керамике као што су напредни и нови материјали, наноматеријали, керамички композити, традиционална керамика и керамика у културном наслеђу.

### Историјат
Часопис Processing and Application of Ceramics излази од 2007. године без прекида. Од првог броја се налази у режиму отвореног приступа. Часопис има и штампану и електронску верзију. Издавач часописа је Технолошки факултет Нови Сад, Универзитета у Новом Саду.

### Периодичност излажења
Часопис има један волумен годишње. У прве две године (2007—2008) сваки волумен садржао је две свеске, док од 2009. године има по четири свеске годишње.

## Уредници
- Главни уредник: Проф. др Владимир В. Срдић

Поред главног уредника, уређивачки одбор часописа чине реномирани научници из области керамичких материјала из земље и иностранства.

## Теме
- Керамички материјали
- Наноматеријали
- Керамички композити
- Традиционална керамика
- Керамика у културном наслеђу

## Електронски облик часописа
Часопис има штампану (ISSN 1820-6131) и електронску (eISSN 2406-1034) верзију. Сви објављени радови лиценцирани су под Creative Commons Ауторство-Некомерцијално-Без прерада 4.0 (CC-BY-NC-ND 4.0) лиценцом и налазе се у режиму отвореног приступа.

## Индексирање у базама података
- SCI Expanded[3]
- SCOPUS[4]
- DOAJ[5]

## Галерија
- Processing and Application of Ceramics, 2007.
- Processing and Application of Ceramics, 2012.
- Processing and Application of Ceramics, 2015.
- Processing and Application of Ceramics, 2016.